# Železniška proga Szczecin Główny–Trzebież Szczeciński
Železniška proga Szczecin Główny–Trzebież Szczeciński je ena izmed železniških prog, ki sestavljajo železniško omrežje v vojvodstvu zahodnopomorjanskem na Poljskem. Začetna železniška postaja je Szczecin, medtem ko je končna Trzebież. Železniška proga je elektrizirana. Proga je danes namenjena le tovornemu prometu.

## Zgodovina
Leta 1898, v času Nemškega cesarstva, je bila zgrajena proga Stettin Hauptbahnhof (Szczecin Główny) – Jasenitz (Jasienica). Leta 1910, je bil zgrajen tudi odsek proge Jasenitz – Ziegenort (Trzebież). Po koncu 2. svetovne vojne, leta 1982 proga je bila elektrizirana. Leta 2002 je bil na progi ukinjen potniški promet.

## Trasa proge
Železniške postaje si na progi sledijo po sledečem vrstnem redu: 